# Persone di nome Gerolamo
| Questa pagina contiene informazioni ricavate automaticamente dalle voci biografiche con l'ausilio del template Bio e di un bot. L'aggiornamento è periodico e automatico e ricostruisce completamente la pagina. Se manca una persona in questa lista, sei pregato di non aggiungerla, ma accertati piuttosto che la sua voce biografica contenga il template Bio e che i dati anagrafici siano correttamente compilati. Se il template Bio manca, inseriscilo tu stesso o, in alternativa, metti l'avviso {{tmp\|Bio}} che ne segnala la mancanza. Se i dati riportati sono sbagliati, correggi direttamente la voce biografica; le modifiche saranno visibili in questa lista entro pochi giorni. Per chiarimenti vedi il progetto antroponimi. La lista contiene solo le 68 persone che sono citate nell'enciclopedia e per le quali è stato implementato correttamente il template Bio. Pagina aggiornata al 16 ott 2024. |

Questa è una lista di persone presenti nell'enciclopedia che hanno il prenome Gerolamo, suddivise per attività principale.

## Architetti(3)
- Gerolamo Frigimelica, architetto, librettista e poeta italiano (Padova, n. 1653 - Modena, † 1732)
- Gerolamo Bartolomeo Gadio, architetto e ingegnere italiano (Cremona, n. 1414 - Milano, † 1484)
- Gerolamo Quadrio, architetto svizzero (Milano, n. 1625 - Milano, † 1679)

## Attori(1)
- Gerolamo Alchieri, attore, doppiatore e direttore del doppiaggio italiano (Genova, n. 1954)

## Avvocati(1)
- Gerolamo Cravosio, avvocato italiano (Torino - Torino, † 1846)

## Calciatori(1)
- Gerolamo Radice, calciatore, pilota automobilistico e dirigente sportivo italiano (Milano, n. 1883 - Milano, † 1948)

## Cantautori(1)
- Gerolamo Sacco, cantautore, compositore e produttore discografico italiano (Bologna, n. 1980)

## Compositori(1)
- Girolamo Venier, compositore italiano (Venezia, n. 1650 - Venezia, † 1735)

## Condottieri(1)
- Gerolamo Lodron, condottiero italiano († 1658)

## Diplomatici(1)
- Gerolamo Adorno, diplomatico e militare italiano (Genova - Venezia, † 1523)

## Dogi(5)
- Gerolamo Assereto, doge (Recco, n. 1543 - Genova, † 1627)
- Gerolamo Chiavari, doge italiano (Genova, n. 1521 - Genova, † 1586)
- Gerolamo De Franchi Toso, doge (Genova, n. 1522 - Genova, † 1586)
- Gerolamo De Franchi Toso, doge (Genova, n. 1585 - Genova, † 1668)
- Gerolamo Veneroso, doge italiano (Genova, n. 1660 - Genova, † 1739)

## Economisti(1)
- Gerolamo Boccardo, economista e politico italiano (Genova, n. 1829 - Roma, † 1904)

## Generali(1)
- Gerolamo Ramorino, generale italiano (Genova, n. 1792 - Torino, † 1849)

## Gesuiti(1)
- Gerolamo Sersale, gesuita e astronomo italiano (Napoli, n. 1584 - Napoli, † 1654)

## Giuristi(4)
- Gerolamo Biscaro, giurista e storico italiano (Treviso, n. 1858 - Roma, † 1937)
- Gerolamo Longhena, giurista e politico italiano (Caltanissetta, n. 1881 - Catania, † 1947)
- Gerolamo Pellicanò, giurista e politico italiano (Milano, n. 1949)
- Gerolamo Porporato, giurista e politico italiano (Torino, n. 1517 - Torino, † 1581)

## Imprenditori(1)
- Gerolamo Gaslini, imprenditore, filantropo e politico italiano (Monza, n. 1877 - Genova, † 1964)

## Medaglisti(1)
- Gerolamo Vassallo, medaglista italiano (Genova, n. 1773 - † 1819)

## Medici(2)
- Gerolamo Accoramboni, medico italiano (Gubbio, n. 1469 - Roma, † 1537)
- Gerolamo Cardano, medico, matematico e filosofo italiano (Pavia, n. 1501 - Roma, † 1576)

## Mercanti(1)
- Gerolamo De Franchi Conestagio, mercante, letterato e storico italiano (Genova)

## Militari(3)
- Gerolamo Berlinguer, militare italiano (Sassari, n. 1792 - Sassari, † 1869)
- Gerolamo Cavasola, ufficiale italiano (Finale Ligure, n. 1791 - Finale Ligure, † 1836)
- Gerolamo Emilio Gerini, militare italiano (Cisano sul Neva, n. 1860 - Torino, † 1913)

## Nobili(2)
- Gerolamo Felice Lodron, nobile italiano (n. 1580 - † 1658)
- Gerolamo Teodoro Trivulzio, nobile e condottiero italiano (Milano - Lodi, † 1524)

## Organari(2)
- Gerolamo Mordeglia, organaro italiano (Celle Ligure, n. 1868 - Celle Ligure, † 1947)
- Gerolamo Moretti, organaro italiano (Padova)

## Patriarchi cattolici(2)
- Gerolamo Landi, patriarca cattolico italiano († 1493)
- Gerolamo Querini, patriarca cattolico italiano (Venezia, n. 1468 - Vicenza, † 1554)

## Pedagogisti(1)
- Gerolamo Da Passano, pedagogista e insegnante italiano (Genova, n. 1818 - Genova, † 1889)

## Pittori(10)
- Gerolamo Colleoni, pittore italiano (Bergamo - Bergamo)
- Rino Crivelli, pittore, scultore e scrittore italiano (Milano, n. 1924 - Milano, † 2013)
- Gerolamo Bassano, pittore italiano (Bassano del Grappa, n. 1566 - Bassano del Grappa, † 1621)
- Gerolamo Gambarato, pittore italiano (Venezia - † 1628)
- Gerolamo Genga, pittore, architetto e scultore italiano (Urbino, n. 1476 - La Valle, † 1551)
- Gerolamo Giovenone, pittore italiano (Vercelli - Vercelli, † 1555)
- Gerolamo Induno, pittore e patriota italiano (Milano, n. 1825 - Milano, † 1890)
- Gerolamo Mengozzi-Colonna, pittore italiano (Ferrara, n. 1686 - Venezia, † 1774)
- Gerolamo Tessari, pittore italiano (Padova - Padova, † 1561)
- Gerolamo Trenti, pittore italiano (Gonzaga, n. 1824 - Pomponesco, † 1898)

## Poeti(2)
- Gerolamo Araolla, poeta e presbitero italiano (Sassari - Roma, † 1615)
- Teofilo Folengo, poeta italiano (Mantova, n. 1491 - Campese, † 1544)

## Politici(6)
- Gerolamo Cangiano, politico italiano (Genova, n. 1981)
- Gero Grassi, politico, giornalista e scrittore italiano (Terlizzi, n. 1958)
- Gerolamo Maglione, politico italiano (Napoli, n. 1814 - Napoli, † 1895)
- Gerolamo Lino Moro, politico italiano (Venezia, n. 1903 - † 1990)
- Gerolamo Pallotta, politico italiano (Bojano, n. 1804 - Morcone, † 1866)
- Gerolamo Sommi Picenardi, politico italiano (Grumone, n. 1869 - Torre de' Picenardi, † 1926)

## Presbiteri(1)
- Gerolamo Comi, presbitero italiano (Induno Olona, n. 1831 - Milano, † 1909)

## Registi(1)
- Gerolamo Lo Savio, regista italiano (Monopoli, n. 1857 - Roma, † 1932)

## Scrittori(2)
- Gerolamo da Bavari, scrittore italiano
- Gerolamo Rovetta, scrittore e drammaturgo italiano (Brescia, n. 1851 - Milano, † 1910)

## Scultori(1)
- Gerolamo Pittaluga, scultore italiano (Genova - † 1743)

## Stuccatori(1)
- Gerolamo Aliprandi, stuccatore e scultore italiano (Laino - Crema, † 1696)

## Umanisti(1)
- Gerolamo Rorario, umanista, scrittore e diplomatico italiano (Pordenone, n. 1485 - Pordenone, † 1556)

## Vescovi cattolici(6)
- Gerolamo Archinto, vescovo cattolico italiano (Milano, n. 1651 - Vigevano, † 1710)
- Gerolamo Dandolfi, vescovo cattolico italiano (Amalfi, n. 1722 - Pozzuoli, † 1789)
- Gerolamo Francesco Malpasciuto, vescovo cattolico italiano (Casale Monferrato, n. 1656 - Vercelli, † 1728)
- Gerolamo Pallavicini, vescovo cattolico italiano (Milano - Buccione, † 1503)
- Gerolamo Vecciani, vescovo cattolico italiano († 1550)
- Gerolamo Visconti, vescovo cattolico italiano (Milano, n. 1613 - Vigevano, † 1670)